# Матч за звання чемпіона світу із шахів 1978
Матч за звання чемпіона світу з шахів був проведений у Багіо (Філіппіни) з 18 липня по 17 жовтня 1978 року. Чинний чемпіон Анатолій Карпов переміг претендента Віктора Корчного 16½ — 15½, переможцем матчів претендентів 1977 року і, згідно з правилами ФІДЕ, захистив титул чемпіона світу.
|   | a | b | c | d | e | f | g | h |   |
| 8 | a8 чорний ферзь · g8 чорна тура · a7 чорна тура · d7 чорний слон · e7 чорний пішак · f7 чорний пішак · g7 чорний король · h7 чорний пішак · b6 білий пішак · f6 чорний кінь · g6 чорний пішак · a5 чорний кінь · g5 білий кінь · c4 білий пішак · e3 білий ферзь · g3 білий кінь · h3 білий пішак · d2 біла тура · f2 білий пішак · g2 білий пішак · e1 біла тура · f1 білий слон · g1 білий король | a8 чорний ферзь · g8 чорна тура · a7 чорна тура · d7 чорний слон · e7 чорний пішак · f7 чорний пішак · g7 чорний король · h7 чорний пішак · b6 білий пішак · f6 чорний кінь · g6 чорний пішак · a5 чорний кінь · g5 білий кінь · c4 білий пішак · e3 білий ферзь · g3 білий кінь · h3 білий пішак · d2 біла тура · f2 білий пішак · g2 білий пішак · e1 біла тура · f1 білий слон · g1 білий король | a8 чорний ферзь · g8 чорна тура · a7 чорна тура · d7 чорний слон · e7 чорний пішак · f7 чорний пішак · g7 чорний король · h7 чорний пішак · b6 білий пішак · f6 чорний кінь · g6 чорний пішак · a5 чорний кінь · g5 білий кінь · c4 білий пішак · e3 білий ферзь · g3 білий кінь · h3 білий пішак · d2 біла тура · f2 білий пішак · g2 білий пішак · e1 біла тура · f1 білий слон · g1 білий король | a8 чорний ферзь · g8 чорна тура · a7 чорна тура · d7 чорний слон · e7 чорний пішак · f7 чорний пішак · g7 чорний король · h7 чорний пішак · b6 білий пішак · f6 чорний кінь · g6 чорний пішак · a5 чорний кінь · g5 білий кінь · c4 білий пішак · e3 білий ферзь · g3 білий кінь · h3 білий пішак · d2 біла тура · f2 білий пішак · g2 білий пішак · e1 біла тура · f1 білий слон · g1 білий король | a8 чорний ферзь · g8 чорна тура · a7 чорна тура · d7 чорний слон · e7 чорний пішак · f7 чорний пішак · g7 чорний король · h7 чорний пішак · b6 білий пішак · f6 чорний кінь · g6 чорний пішак · a5 чорний кінь · g5 білий кінь · c4 білий пішак · e3 білий ферзь · g3 білий кінь · h3 білий пішак · d2 біла тура · f2 білий пішак · g2 білий пішак · e1 біла тура · f1 білий слон · g1 білий король | a8 чорний ферзь · g8 чорна тура · a7 чорна тура · d7 чорний слон · e7 чорний пішак · f7 чорний пішак · g7 чорний король · h7 чорний пішак · b6 білий пішак · f6 чорний кінь · g6 чорний пішак · a5 чорний кінь · g5 білий кінь · c4 білий пішак · e3 білий ферзь · g3 білий кінь · h3 білий пішак · d2 біла тура · f2 білий пішак · g2 білий пішак · e1 біла тура · f1 білий слон · g1 білий король | a8 чорний ферзь · g8 чорна тура · a7 чорна тура · d7 чорний слон · e7 чорний пішак · f7 чорний пішак · g7 чорний король · h7 чорний пішак · b6 білий пішак · f6 чорний кінь · g6 чорний пішак · a5 чорний кінь · g5 білий кінь · c4 білий пішак · e3 білий ферзь · g3 білий кінь · h3 білий пішак · d2 біла тура · f2 білий пішак · g2 білий пішак · e1 біла тура · f1 білий слон · g1 білий король | a8 чорний ферзь · g8 чорна тура · a7 чорна тура · d7 чорний слон · e7 чорний пішак · f7 чорний пішак · g7 чорний король · h7 чорний пішак · b6 білий пішак · f6 чорний кінь · g6 чорний пішак · a5 чорний кінь · g5 білий кінь · c4 білий пішак · e3 білий ферзь · g3 білий кінь · h3 білий пішак · d2 біла тура · f2 білий пішак · g2 білий пішак · e1 біла тура · f1 білий слон · g1 білий король | 8 |
| 7 | a8 чорний ферзь · g8 чорна тура · a7 чорна тура · d7 чорний слон · e7 чорний пішак · f7 чорний пішак · g7 чорний король · h7 чорний пішак · b6 білий пішак · f6 чорний кінь · g6 чорний пішак · a5 чорний кінь · g5 білий кінь · c4 білий пішак · e3 білий ферзь · g3 білий кінь · h3 білий пішак · d2 біла тура · f2 білий пішак · g2 білий пішак · e1 біла тура · f1 білий слон · g1 білий король | a8 чорний ферзь · g8 чорна тура · a7 чорна тура · d7 чорний слон · e7 чорний пішак · f7 чорний пішак · g7 чорний король · h7 чорний пішак · b6 білий пішак · f6 чорний кінь · g6 чорний пішак · a5 чорний кінь · g5 білий кінь · c4 білий пішак · e3 білий ферзь · g3 білий кінь · h3 білий пішак · d2 біла тура · f2 білий пішак · g2 білий пішак · e1 біла тура · f1 білий слон · g1 білий король | a8 чорний ферзь · g8 чорна тура · a7 чорна тура · d7 чорний слон · e7 чорний пішак · f7 чорний пішак · g7 чорний король · h7 чорний пішак · b6 білий пішак · f6 чорний кінь · g6 чорний пішак · a5 чорний кінь · g5 білий кінь · c4 білий пішак · e3 білий ферзь · g3 білий кінь · h3 білий пішак · d2 біла тура · f2 білий пішак · g2 білий пішак · e1 біла тура · f1 білий слон · g1 білий король | a8 чорний ферзь · g8 чорна тура · a7 чорна тура · d7 чорний слон · e7 чорний пішак · f7 чорний пішак · g7 чорний король · h7 чорний пішак · b6 білий пішак · f6 чорний кінь · g6 чорний пішак · a5 чорний кінь · g5 білий кінь · c4 білий пішак · e3 білий ферзь · g3 білий кінь · h3 білий пішак · d2 біла тура · f2 білий пішак · g2 білий пішак · e1 біла тура · f1 білий слон · g1 білий король | a8 чорний ферзь · g8 чорна тура · a7 чорна тура · d7 чорний слон · e7 чорний пішак · f7 чорний пішак · g7 чорний король · h7 чорний пішак · b6 білий пішак · f6 чорний кінь · g6 чорний пішак · a5 чорний кінь · g5 білий кінь · c4 білий пішак · e3 білий ферзь · g3 білий кінь · h3 білий пішак · d2 біла тура · f2 білий пішак · g2 білий пішак · e1 біла тура · f1 білий слон · g1 білий король | a8 чорний ферзь · g8 чорна тура · a7 чорна тура · d7 чорний слон · e7 чорний пішак · f7 чорний пішак · g7 чорний король · h7 чорний пішак · b6 білий пішак · f6 чорний кінь · g6 чорний пішак · a5 чорний кінь · g5 білий кінь · c4 білий пішак · e3 білий ферзь · g3 білий кінь · h3 білий пішак · d2 біла тура · f2 білий пішак · g2 білий пішак · e1 біла тура · f1 білий слон · g1 білий король | a8 чорний ферзь · g8 чорна тура · a7 чорна тура · d7 чорний слон · e7 чорний пішак · f7 чорний пішак · g7 чорний король · h7 чорний пішак · b6 білий пішак · f6 чорний кінь · g6 чорний пішак · a5 чорний кінь · g5 білий кінь · c4 білий пішак · e3 білий ферзь · g3 білий кінь · h3 білий пішак · d2 біла тура · f2 білий пішак · g2 білий пішак · e1 біла тура · f1 білий слон · g1 білий король | a8 чорний ферзь · g8 чорна тура · a7 чорна тура · d7 чорний слон · e7 чорний пішак · f7 чорний пішак · g7 чорний король · h7 чорний пішак · b6 білий пішак · f6 чорний кінь · g6 чорний пішак · a5 чорний кінь · g5 білий кінь · c4 білий пішак · e3 білий ферзь · g3 білий кінь · h3 білий пішак · d2 біла тура · f2 білий пішак · g2 білий пішак · e1 біла тура · f1 білий слон · g1 білий король | 7 |
| 6 | a8 чорний ферзь · g8 чорна тура · a7 чорна тура · d7 чорний слон · e7 чорний пішак · f7 чорний пішак · g7 чорний король · h7 чорний пішак · b6 білий пішак · f6 чорний кінь · g6 чорний пішак · a5 чорний кінь · g5 білий кінь · c4 білий пішак · e3 білий ферзь · g3 білий кінь · h3 білий пішак · d2 біла тура · f2 білий пішак · g2 білий пішак · e1 біла тура · f1 білий слон · g1 білий король | a8 чорний ферзь · g8 чорна тура · a7 чорна тура · d7 чорний слон · e7 чорний пішак · f7 чорний пішак · g7 чорний король · h7 чорний пішак · b6 білий пішак · f6 чорний кінь · g6 чорний пішак · a5 чорний кінь · g5 білий кінь · c4 білий пішак · e3 білий ферзь · g3 білий кінь · h3 білий пішак · d2 біла тура · f2 білий пішак · g2 білий пішак · e1 біла тура · f1 білий слон · g1 білий король | a8 чорний ферзь · g8 чорна тура · a7 чорна тура · d7 чорний слон · e7 чорний пішак · f7 чорний пішак · g7 чорний король · h7 чорний пішак · b6 білий пішак · f6 чорний кінь · g6 чорний пішак · a5 чорний кінь · g5 білий кінь · c4 білий пішак · e3 білий ферзь · g3 білий кінь · h3 білий пішак · d2 біла тура · f2 білий пішак · g2 білий пішак · e1 біла тура · f1 білий слон · g1 білий король | a8 чорний ферзь · g8 чорна тура · a7 чорна тура · d7 чорний слон · e7 чорний пішак · f7 чорний пішак · g7 чорний король · h7 чорний пішак · b6 білий пішак · f6 чорний кінь · g6 чорний пішак · a5 чорний кінь · g5 білий кінь · c4 білий пішак · e3 білий ферзь · g3 білий кінь · h3 білий пішак · d2 біла тура · f2 білий пішак · g2 білий пішак · e1 біла тура · f1 білий слон · g1 білий король | a8 чорний ферзь · g8 чорна тура · a7 чорна тура · d7 чорний слон · e7 чорний пішак · f7 чорний пішак · g7 чорний король · h7 чорний пішак · b6 білий пішак · f6 чорний кінь · g6 чорний пішак · a5 чорний кінь · g5 білий кінь · c4 білий пішак · e3 білий ферзь · g3 білий кінь · h3 білий пішак · d2 біла тура · f2 білий пішак · g2 білий пішак · e1 біла тура · f1 білий слон · g1 білий король | a8 чорний ферзь · g8 чорна тура · a7 чорна тура · d7 чорний слон · e7 чорний пішак · f7 чорний пішак · g7 чорний король · h7 чорний пішак · b6 білий пішак · f6 чорний кінь · g6 чорний пішак · a5 чорний кінь · g5 білий кінь · c4 білий пішак · e3 білий ферзь · g3 білий кінь · h3 білий пішак · d2 біла тура · f2 білий пішак · g2 білий пішак · e1 біла тура · f1 білий слон · g1 білий король | a8 чорний ферзь · g8 чорна тура · a7 чорна тура · d7 чорний слон · e7 чорний пішак · f7 чорний пішак · g7 чорний король · h7 чорний пішак · b6 білий пішак · f6 чорний кінь · g6 чорний пішак · a5 чорний кінь · g5 білий кінь · c4 білий пішак · e3 білий ферзь · g3 білий кінь · h3 білий пішак · d2 біла тура · f2 білий пішак · g2 білий пішак · e1 біла тура · f1 білий слон · g1 білий король | a8 чорний ферзь · g8 чорна тура · a7 чорна тура · d7 чорний слон · e7 чорний пішак · f7 чорний пішак · g7 чорний король · h7 чорний пішак · b6 білий пішак · f6 чорний кінь · g6 чорний пішак · a5 чорний кінь · g5 білий кінь · c4 білий пішак · e3 білий ферзь · g3 білий кінь · h3 білий пішак · d2 біла тура · f2 білий пішак · g2 білий пішак · e1 біла тура · f1 білий слон · g1 білий король | 6 |
| 5 | a8 чорний ферзь · g8 чорна тура · a7 чорна тура · d7 чорний слон · e7 чорний пішак · f7 чорний пішак · g7 чорний король · h7 чорний пішак · b6 білий пішак · f6 чорний кінь · g6 чорний пішак · a5 чорний кінь · g5 білий кінь · c4 білий пішак · e3 білий ферзь · g3 білий кінь · h3 білий пішак · d2 біла тура · f2 білий пішак · g2 білий пішак · e1 біла тура · f1 білий слон · g1 білий король | a8 чорний ферзь · g8 чорна тура · a7 чорна тура · d7 чорний слон · e7 чорний пішак · f7 чорний пішак · g7 чорний король · h7 чорний пішак · b6 білий пішак · f6 чорний кінь · g6 чорний пішак · a5 чорний кінь · g5 білий кінь · c4 білий пішак · e3 білий ферзь · g3 білий кінь · h3 білий пішак · d2 біла тура · f2 білий пішак · g2 білий пішак · e1 біла тура · f1 білий слон · g1 білий король | a8 чорний ферзь · g8 чорна тура · a7 чорна тура · d7 чорний слон · e7 чорний пішак · f7 чорний пішак · g7 чорний король · h7 чорний пішак · b6 білий пішак · f6 чорний кінь · g6 чорний пішак · a5 чорний кінь · g5 білий кінь · c4 білий пішак · e3 білий ферзь · g3 білий кінь · h3 білий пішак · d2 біла тура · f2 білий пішак · g2 білий пішак · e1 біла тура · f1 білий слон · g1 білий король | a8 чорний ферзь · g8 чорна тура · a7 чорна тура · d7 чорний слон · e7 чорний пішак · f7 чорний пішак · g7 чорний король · h7 чорний пішак · b6 білий пішак · f6 чорний кінь · g6 чорний пішак · a5 чорний кінь · g5 білий кінь · c4 білий пішак · e3 білий ферзь · g3 білий кінь · h3 білий пішак · d2 біла тура · f2 білий пішак · g2 білий пішак · e1 біла тура · f1 білий слон · g1 білий король | a8 чорний ферзь · g8 чорна тура · a7 чорна тура · d7 чорний слон · e7 чорний пішак · f7 чорний пішак · g7 чорний король · h7 чорний пішак · b6 білий пішак · f6 чорний кінь · g6 чорний пішак · a5 чорний кінь · g5 білий кінь · c4 білий пішак · e3 білий ферзь · g3 білий кінь · h3 білий пішак · d2 біла тура · f2 білий пішак · g2 білий пішак · e1 біла тура · f1 білий слон · g1 білий король | a8 чорний ферзь · g8 чорна тура · a7 чорна тура · d7 чорний слон · e7 чорний пішак · f7 чорний пішак · g7 чорний король · h7 чорний пішак · b6 білий пішак · f6 чорний кінь · g6 чорний пішак · a5 чорний кінь · g5 білий кінь · c4 білий пішак · e3 білий ферзь · g3 білий кінь · h3 білий пішак · d2 біла тура · f2 білий пішак · g2 білий пішак · e1 біла тура · f1 білий слон · g1 білий король | a8 чорний ферзь · g8 чорна тура · a7 чорна тура · d7 чорний слон · e7 чорний пішак · f7 чорний пішак · g7 чорний король · h7 чорний пішак · b6 білий пішак · f6 чорний кінь · g6 чорний пішак · a5 чорний кінь · g5 білий кінь · c4 білий пішак · e3 білий ферзь · g3 білий кінь · h3 білий пішак · d2 біла тура · f2 білий пішак · g2 білий пішак · e1 біла тура · f1 білий слон · g1 білий король | a8 чорний ферзь · g8 чорна тура · a7 чорна тура · d7 чорний слон · e7 чорний пішак · f7 чорний пішак · g7 чорний король · h7 чорний пішак · b6 білий пішак · f6 чорний кінь · g6 чорний пішак · a5 чорний кінь · g5 білий кінь · c4 білий пішак · e3 білий ферзь · g3 білий кінь · h3 білий пішак · d2 біла тура · f2 білий пішак · g2 білий пішак · e1 біла тура · f1 білий слон · g1 білий король | 5 |
| 4 | a8 чорний ферзь · g8 чорна тура · a7 чорна тура · d7 чорний слон · e7 чорний пішак · f7 чорний пішак · g7 чорний король · h7 чорний пішак · b6 білий пішак · f6 чорний кінь · g6 чорний пішак · a5 чорний кінь · g5 білий кінь · c4 білий пішак · e3 білий ферзь · g3 білий кінь · h3 білий пішак · d2 біла тура · f2 білий пішак · g2 білий пішак · e1 біла тура · f1 білий слон · g1 білий король | a8 чорний ферзь · g8 чорна тура · a7 чорна тура · d7 чорний слон · e7 чорний пішак · f7 чорний пішак · g7 чорний король · h7 чорний пішак · b6 білий пішак · f6 чорний кінь · g6 чорний пішак · a5 чорний кінь · g5 білий кінь · c4 білий пішак · e3 білий ферзь · g3 білий кінь · h3 білий пішак · d2 біла тура · f2 білий пішак · g2 білий пішак · e1 біла тура · f1 білий слон · g1 білий король | a8 чорний ферзь · g8 чорна тура · a7 чорна тура · d7 чорний слон · e7 чорний пішак · f7 чорний пішак · g7 чорний король · h7 чорний пішак · b6 білий пішак · f6 чорний кінь · g6 чорний пішак · a5 чорний кінь · g5 білий кінь · c4 білий пішак · e3 білий ферзь · g3 білий кінь · h3 білий пішак · d2 біла тура · f2 білий пішак · g2 білий пішак · e1 біла тура · f1 білий слон · g1 білий король | a8 чорний ферзь · g8 чорна тура · a7 чорна тура · d7 чорний слон · e7 чорний пішак · f7 чорний пішак · g7 чорний король · h7 чорний пішак · b6 білий пішак · f6 чорний кінь · g6 чорний пішак · a5 чорний кінь · g5 білий кінь · c4 білий пішак · e3 білий ферзь · g3 білий кінь · h3 білий пішак · d2 біла тура · f2 білий пішак · g2 білий пішак · e1 біла тура · f1 білий слон · g1 білий король | a8 чорний ферзь · g8 чорна тура · a7 чорна тура · d7 чорний слон · e7 чорний пішак · f7 чорний пішак · g7 чорний король · h7 чорний пішак · b6 білий пішак · f6 чорний кінь · g6 чорний пішак · a5 чорний кінь · g5 білий кінь · c4 білий пішак · e3 білий ферзь · g3 білий кінь · h3 білий пішак · d2 біла тура · f2 білий пішак · g2 білий пішак · e1 біла тура · f1 білий слон · g1 білий король | a8 чорний ферзь · g8 чорна тура · a7 чорна тура · d7 чорний слон · e7 чорний пішак · f7 чорний пішак · g7 чорний король · h7 чорний пішак · b6 білий пішак · f6 чорний кінь · g6 чорний пішак · a5 чорний кінь · g5 білий кінь · c4 білий пішак · e3 білий ферзь · g3 білий кінь · h3 білий пішак · d2 біла тура · f2 білий пішак · g2 білий пішак · e1 біла тура · f1 білий слон · g1 білий король | a8 чорний ферзь · g8 чорна тура · a7 чорна тура · d7 чорний слон · e7 чорний пішак · f7 чорний пішак · g7 чорний король · h7 чорний пішак · b6 білий пішак · f6 чорний кінь · g6 чорний пішак · a5 чорний кінь · g5 білий кінь · c4 білий пішак · e3 білий ферзь · g3 білий кінь · h3 білий пішак · d2 біла тура · f2 білий пішак · g2 білий пішак · e1 біла тура · f1 білий слон · g1 білий король | a8 чорний ферзь · g8 чорна тура · a7 чорна тура · d7 чорний слон · e7 чорний пішак · f7 чорний пішак · g7 чорний король · h7 чорний пішак · b6 білий пішак · f6 чорний кінь · g6 чорний пішак · a5 чорний кінь · g5 білий кінь · c4 білий пішак · e3 білий ферзь · g3 білий кінь · h3 білий пішак · d2 біла тура · f2 білий пішак · g2 білий пішак · e1 біла тура · f1 білий слон · g1 білий король | 4 |
| 3 | a8 чорний ферзь · g8 чорна тура · a7 чорна тура · d7 чорний слон · e7 чорний пішак · f7 чорний пішак · g7 чорний король · h7 чорний пішак · b6 білий пішак · f6 чорний кінь · g6 чорний пішак · a5 чорний кінь · g5 білий кінь · c4 білий пішак · e3 білий ферзь · g3 білий кінь · h3 білий пішак · d2 біла тура · f2 білий пішак · g2 білий пішак · e1 біла тура · f1 білий слон · g1 білий король | a8 чорний ферзь · g8 чорна тура · a7 чорна тура · d7 чорний слон · e7 чорний пішак · f7 чорний пішак · g7 чорний король · h7 чорний пішак · b6 білий пішак · f6 чорний кінь · g6 чорний пішак · a5 чорний кінь · g5 білий кінь · c4 білий пішак · e3 білий ферзь · g3 білий кінь · h3 білий пішак · d2 біла тура · f2 білий пішак · g2 білий пішак · e1 біла тура · f1 білий слон · g1 білий король | a8 чорний ферзь · g8 чорна тура · a7 чорна тура · d7 чорний слон · e7 чорний пішак · f7 чорний пішак · g7 чорний король · h7 чорний пішак · b6 білий пішак · f6 чорний кінь · g6 чорний пішак · a5 чорний кінь · g5 білий кінь · c4 білий пішак · e3 білий ферзь · g3 білий кінь · h3 білий пішак · d2 біла тура · f2 білий пішак · g2 білий пішак · e1 біла тура · f1 білий слон · g1 білий король | a8 чорний ферзь · g8 чорна тура · a7 чорна тура · d7 чорний слон · e7 чорний пішак · f7 чорний пішак · g7 чорний король · h7 чорний пішак · b6 білий пішак · f6 чорний кінь · g6 чорний пішак · a5 чорний кінь · g5 білий кінь · c4 білий пішак · e3 білий ферзь · g3 білий кінь · h3 білий пішак · d2 біла тура · f2 білий пішак · g2 білий пішак · e1 біла тура · f1 білий слон · g1 білий король | a8 чорний ферзь · g8 чорна тура · a7 чорна тура · d7 чорний слон · e7 чорний пішак · f7 чорний пішак · g7 чорний король · h7 чорний пішак · b6 білий пішак · f6 чорний кінь · g6 чорний пішак · a5 чорний кінь · g5 білий кінь · c4 білий пішак · e3 білий ферзь · g3 білий кінь · h3 білий пішак · d2 біла тура · f2 білий пішак · g2 білий пішак · e1 біла тура · f1 білий слон · g1 білий король | a8 чорний ферзь · g8 чорна тура · a7 чорна тура · d7 чорний слон · e7 чорний пішак · f7 чорний пішак · g7 чорний король · h7 чорний пішак · b6 білий пішак · f6 чорний кінь · g6 чорний пішак · a5 чорний кінь · g5 білий кінь · c4 білий пішак · e3 білий ферзь · g3 білий кінь · h3 білий пішак · d2 біла тура · f2 білий пішак · g2 білий пішак · e1 біла тура · f1 білий слон · g1 білий король | a8 чорний ферзь · g8 чорна тура · a7 чорна тура · d7 чорний слон · e7 чорний пішак · f7 чорний пішак · g7 чорний король · h7 чорний пішак · b6 білий пішак · f6 чорний кінь · g6 чорний пішак · a5 чорний кінь · g5 білий кінь · c4 білий пішак · e3 білий ферзь · g3 білий кінь · h3 білий пішак · d2 біла тура · f2 білий пішак · g2 білий пішак · e1 біла тура · f1 білий слон · g1 білий король | a8 чорний ферзь · g8 чорна тура · a7 чорна тура · d7 чорний слон · e7 чорний пішак · f7 чорний пішак · g7 чорний король · h7 чорний пішак · b6 білий пішак · f6 чорний кінь · g6 чорний пішак · a5 чорний кінь · g5 білий кінь · c4 білий пішак · e3 білий ферзь · g3 білий кінь · h3 білий пішак · d2 біла тура · f2 білий пішак · g2 білий пішак · e1 біла тура · f1 білий слон · g1 білий король | 3 |
| 2 | a8 чорний ферзь · g8 чорна тура · a7 чорна тура · d7 чорний слон · e7 чорний пішак · f7 чорний пішак · g7 чорний король · h7 чорний пішак · b6 білий пішак · f6 чорний кінь · g6 чорний пішак · a5 чорний кінь · g5 білий кінь · c4 білий пішак · e3 білий ферзь · g3 білий кінь · h3 білий пішак · d2 біла тура · f2 білий пішак · g2 білий пішак · e1 біла тура · f1 білий слон · g1 білий король | a8 чорний ферзь · g8 чорна тура · a7 чорна тура · d7 чорний слон · e7 чорний пішак · f7 чорний пішак · g7 чорний король · h7 чорний пішак · b6 білий пішак · f6 чорний кінь · g6 чорний пішак · a5 чорний кінь · g5 білий кінь · c4 білий пішак · e3 білий ферзь · g3 білий кінь · h3 білий пішак · d2 біла тура · f2 білий пішак · g2 білий пішак · e1 біла тура · f1 білий слон · g1 білий король | a8 чорний ферзь · g8 чорна тура · a7 чорна тура · d7 чорний слон · e7 чорний пішак · f7 чорний пішак · g7 чорний король · h7 чорний пішак · b6 білий пішак · f6 чорний кінь · g6 чорний пішак · a5 чорний кінь · g5 білий кінь · c4 білий пішак · e3 білий ферзь · g3 білий кінь · h3 білий пішак · d2 біла тура · f2 білий пішак · g2 білий пішак · e1 біла тура · f1 білий слон · g1 білий король | a8 чорний ферзь · g8 чорна тура · a7 чорна тура · d7 чорний слон · e7 чорний пішак · f7 чорний пішак · g7 чорний король · h7 чорний пішак · b6 білий пішак · f6 чорний кінь · g6 чорний пішак · a5 чорний кінь · g5 білий кінь · c4 білий пішак · e3 білий ферзь · g3 білий кінь · h3 білий пішак · d2 біла тура · f2 білий пішак · g2 білий пішак · e1 біла тура · f1 білий слон · g1 білий король | a8 чорний ферзь · g8 чорна тура · a7 чорна тура · d7 чорний слон · e7 чорний пішак · f7 чорний пішак · g7 чорний король · h7 чорний пішак · b6 білий пішак · f6 чорний кінь · g6 чорний пішак · a5 чорний кінь · g5 білий кінь · c4 білий пішак · e3 білий ферзь · g3 білий кінь · h3 білий пішак · d2 біла тура · f2 білий пішак · g2 білий пішак · e1 біла тура · f1 білий слон · g1 білий король | a8 чорний ферзь · g8 чорна тура · a7 чорна тура · d7 чорний слон · e7 чорний пішак · f7 чорний пішак · g7 чорний король · h7 чорний пішак · b6 білий пішак · f6 чорний кінь · g6 чорний пішак · a5 чорний кінь · g5 білий кінь · c4 білий пішак · e3 білий ферзь · g3 білий кінь · h3 білий пішак · d2 біла тура · f2 білий пішак · g2 білий пішак · e1 біла тура · f1 білий слон · g1 білий король | a8 чорний ферзь · g8 чорна тура · a7 чорна тура · d7 чорний слон · e7 чорний пішак · f7 чорний пішак · g7 чорний король · h7 чорний пішак · b6 білий пішак · f6 чорний кінь · g6 чорний пішак · a5 чорний кінь · g5 білий кінь · c4 білий пішак · e3 білий ферзь · g3 білий кінь · h3 білий пішак · d2 біла тура · f2 білий пішак · g2 білий пішак · e1 біла тура · f1 білий слон · g1 білий король | a8 чорний ферзь · g8 чорна тура · a7 чорна тура · d7 чорний слон · e7 чорний пішак · f7 чорний пішак · g7 чорний король · h7 чорний пішак · b6 білий пішак · f6 чорний кінь · g6 чорний пішак · a5 чорний кінь · g5 білий кінь · c4 білий пішак · e3 білий ферзь · g3 білий кінь · h3 білий пішак · d2 біла тура · f2 білий пішак · g2 білий пішак · e1 біла тура · f1 білий слон · g1 білий король | 2 |
| 1 | a8 чорний ферзь · g8 чорна тура · a7 чорна тура · d7 чорний слон · e7 чорний пішак · f7 чорний пішак · g7 чорний король · h7 чорний пішак · b6 білий пішак · f6 чорний кінь · g6 чорний пішак · a5 чорний кінь · g5 білий кінь · c4 білий пішак · e3 білий ферзь · g3 білий кінь · h3 білий пішак · d2 біла тура · f2 білий пішак · g2 білий пішак · e1 біла тура · f1 білий слон · g1 білий король | a8 чорний ферзь · g8 чорна тура · a7 чорна тура · d7 чорний слон · e7 чорний пішак · f7 чорний пішак · g7 чорний король · h7 чорний пішак · b6 білий пішак · f6 чорний кінь · g6 чорний пішак · a5 чорний кінь · g5 білий кінь · c4 білий пішак · e3 білий ферзь · g3 білий кінь · h3 білий пішак · d2 біла тура · f2 білий пішак · g2 білий пішак · e1 біла тура · f1 білий слон · g1 білий король | a8 чорний ферзь · g8 чорна тура · a7 чорна тура · d7 чорний слон · e7 чорний пішак · f7 чорний пішак · g7 чорний король · h7 чорний пішак · b6 білий пішак · f6 чорний кінь · g6 чорний пішак · a5 чорний кінь · g5 білий кінь · c4 білий пішак · e3 білий ферзь · g3 білий кінь · h3 білий пішак · d2 біла тура · f2 білий пішак · g2 білий пішак · e1 біла тура · f1 білий слон · g1 білий король | a8 чорний ферзь · g8 чорна тура · a7 чорна тура · d7 чорний слон · e7 чорний пішак · f7 чорний пішак · g7 чорний король · h7 чорний пішак · b6 білий пішак · f6 чорний кінь · g6 чорний пішак · a5 чорний кінь · g5 білий кінь · c4 білий пішак · e3 білий ферзь · g3 білий кінь · h3 білий пішак · d2 біла тура · f2 білий пішак · g2 білий пішак · e1 біла тура · f1 білий слон · g1 білий король | a8 чорний ферзь · g8 чорна тура · a7 чорна тура · d7 чорний слон · e7 чорний пішак · f7 чорний пішак · g7 чорний король · h7 чорний пішак · b6 білий пішак · f6 чорний кінь · g6 чорний пішак · a5 чорний кінь · g5 білий кінь · c4 білий пішак · e3 білий ферзь · g3 білий кінь · h3 білий пішак · d2 біла тура · f2 білий пішак · g2 білий пішак · e1 біла тура · f1 білий слон · g1 білий король | a8 чорний ферзь · g8 чорна тура · a7 чорна тура · d7 чорний слон · e7 чорний пішак · f7 чорний пішак · g7 чорний король · h7 чорний пішак · b6 білий пішак · f6 чорний кінь · g6 чорний пішак · a5 чорний кінь · g5 білий кінь · c4 білий пішак · e3 білий ферзь · g3 білий кінь · h3 білий пішак · d2 біла тура · f2 білий пішак · g2 білий пішак · e1 біла тура · f1 білий слон · g1 білий король | a8 чорний ферзь · g8 чорна тура · a7 чорна тура · d7 чорний слон · e7 чорний пішак · f7 чорний пішак · g7 чорний король · h7 чорний пішак · b6 білий пішак · f6 чорний кінь · g6 чорний пішак · a5 чорний кінь · g5 білий кінь · c4 білий пішак · e3 білий ферзь · g3 білий кінь · h3 білий пішак · d2 біла тура · f2 білий пішак · g2 білий пішак · e1 біла тура · f1 білий слон · g1 білий король | a8 чорний ферзь · g8 чорна тура · a7 чорна тура · d7 чорний слон · e7 чорний пішак · f7 чорний пішак · g7 чорний король · h7 чорний пішак · b6 білий пішак · f6 чорний кінь · g6 чорний пішак · a5 чорний кінь · g5 білий кінь · c4 білий пішак · e3 білий ферзь · g3 білий кінь · h3 білий пішак · d2 біла тура · f2 білий пішак · g2 білий пішак · e1 біла тура · f1 білий слон · g1 білий король | 1 |
|   | a | b | c | d | e | f | g | h |   |

## Результати
|                        | 1 | 2 | 3 | 4 | 5 | 6 | 7 | 8 | 9 | 10 | 11 | 12 | 13 | 14 | 15 | 16 | 17 | 18 | 19 | 20 | 21 | 22 | 23 | 24 | 25 | 26 | 27 | 28 | 29 | 30 | 31 | 32 | Перемоги | Очки |
| ---------------------- | - | - | - | - | - | - | - | - | - | -- | -- | -- | -- | -- | -- | -- | -- | -- | -- | -- | -- | -- | -- | -- | -- | -- | -- | -- | -- | -- | -- | -- | -------- | ---- |
| Віктор Корчной         | ½ | ½ | ½ | ½ | ½ | ½ | ½ | 0 | ½ | ½  | 1  | ½  | 0  | 0  | ½  | ½  | 0  | ½  | ½  | ½  | 1  | ½  | ½  | ½  | ½  | ½  | 0  | 1  | 1  | ½  | 1  | 0  | 5        | 15½  |
| Анатолій Карпов (СРСР) | ½ | ½ | ½ | ½ | ½ | ½ | ½ | 1 | ½ | ½  | 0  | ½  | 1  | 1  | ½  | ½  | 1  | ½  | ½  | ½  | 0  | ½  | ½  | ½  | ½  | ½  | 1  | 0  | 0  | ½  | 0  | 1  | 6        | 16½  |